# Golzow (powiat Potsdam-Mittelmark)
Golzow – gmina w Niemczech w kraju związkowym Brandenburgia, w powiecie Potsdam-Mittelmark, wchodzi w skład urzędu Brück.
W latach 1335–1715 Golzow był miastem.